# Isabella Clara von Österreich

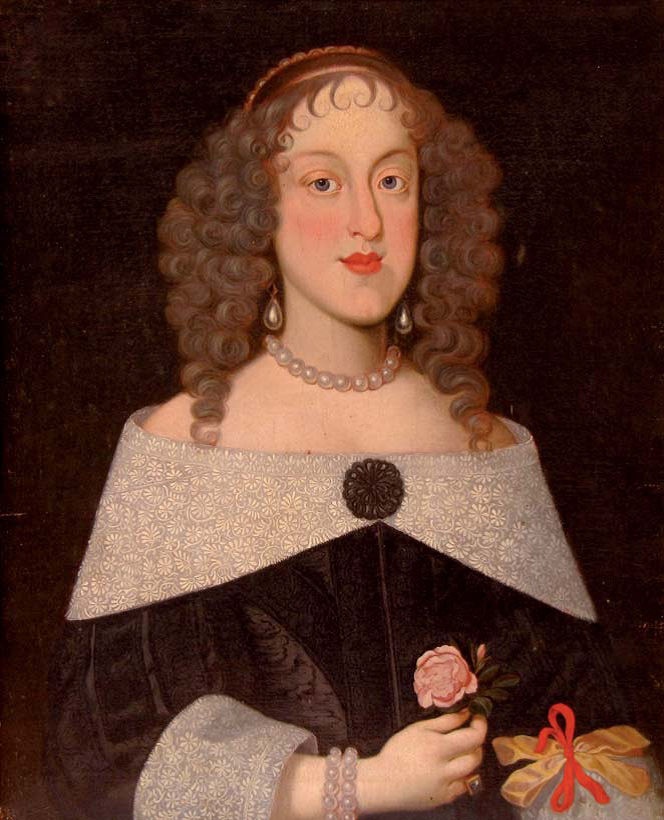
Erzherzogin Isabella Clara (1629–1685)

Isabella Clara von Österreich (* 12. August 1629 in Innsbruck; † 24. Februar 1685 in Mantua) war als geborene Habsburgerin eine Erzherzogin von Österreich und durch Heirat von 1649 bis 1665 Herzogin von Mantua. Nach dem Tod ihres Gatten Carlo II. Gonzaga fungierte sie von 1665 bis 1669 als Regentin des Herzogtums für ihren minderjährigen Sohn Ferdinando Carlo. Gemeinsam mit ihrem Geliebten, Graf Carlo Bulgarini, verwaltete sie Mantua durchaus erfolgreich. Auch nachdem sie die Regentschaft 1669 niedergelegt hatte, beriet sie ihren Sohn, der nun selbst die Herrschaft ausübte, in politischen Belangen. Da sie eine vom Heiligen Römischen Reich unabhängigere Stellung des Herzogtums förderte, musste sie sich auf Druck Kaiser Leopolds I. im Dezember 1671 in ein Kloster zurückziehen, wo sie ihre letzten Lebensjahre verbrachte.

## Leben

### Abstammung; Heirat mit Carlo II. Gonzaga
Isabella Clara war das dritte Kind und die zweite Tochter des Erzherzogs Leopold V. von Österreich-Tirol (1586–1632) aus dessen Ehe mit Claudia de’ Medici (1604–1648), Tochter des Großherzogs Ferdinand I. von Toskana. Ihre jüngere Schwester Maria Leopoldine war durch ihre Heirat mit Ferdinand III. seit 1648 ein Jahr lang römisch-deutsche Kaiserin. Isabella Clara, die nach ihrer Patentante Isabella Clara Eugenia von Spanien benannt war, galt als sanft, aber wenig anmutig.
Auf Betreiben der Kaiserinwitwe Eleonora Gonzaga kam 1649 eine Eheverbindung zwischen Isabella Clara und dem Herzog Carlo II. Gonzaga von Mantua (1626–1665) zustande. Damit einher ging ein Kurswechsel der mantuanischen Außenpolitik. An die Stelle der freundschaftlichen Beziehungen mit Frankreich, dem bisherigen Verbündeten der in Mantua regierenden Gonzagas, trat nun eine von der Mutter des Herzogs Carlo II., Maria Gonzaga, präferierte Allianz mit den Habsburgern. Am 7. August 1649 wurde in Innsbruck der Vertrag für die Heirat von Carlo II. und Isabella Clara unterzeichnet. Die Erzherzogin sollte als Mitgift 45.000 Goldgulden und 15.000 Gulden in Edelsteinen in die Ehe einbringen. Im Ehekontrakt war ferner stipuliert, dass Isabella Clara ihrerseits die Einkünfte des Distrikts Gazzuolo erhalten würde. Drei Monate später fand ihre prunkvolle Vermählung mit Carlo II. am 7. November 1649 in Mantua statt.

### Herzogin von Mantua
Gemeinsam mit ihrem Gemahl und ihrer Schwiegermutter begleitete Isabella Clara im späten März 1651 ihre Schwägerin Eleonora Magdalena Gonzaga auf deren Weg zur Hochzeit mit Kaiser Ferdinand III. bis nach Villach. Nachdem sie von ihrer Schwägerin Abschied genommen hatte, kehrte sie über Innsbruck im Mai 1651 nach Mantua zurück. Am 31. August 1652 brachte sie in Revere den Thronfolger Ferdinando Carlo zur Welt.
Die aus rein politischen Gründen geschlossene Ehe Isabella Claras war indessen krisenhaft. Carlo II. unterhielt zum Zeitpunkt seiner Vermählung schon eine lang andauernde Liebesbeziehung zu seiner Hofdame Margareta Natta della Rovere. Nachdem Isabella Clara dieser Verbindung offenbar wurde, gelang es ihr unter Einschaltung Papst Alexanders VII., Margareta nach Rom entfernen zu lassen. Der Papst befahl allen Mönchen des Bistums Mantua, wider den Ehebruch zu predigen. Das Verhältnis des Herzogpaars blieb allerdings weiterhin kühl und Isabella Clara begann ein Verhältnis mit einem Berater ihres Gatten, dem Grafen Carlo Bulgarini, der jüdischer Herkunft war. Diese Liebesaffäre wurde mit der Zeit öffentlich bekannt. Auch Herzog Carlo II. nahm sich neue Geliebte.
Auf Carlo Bulgarini, der bei vielen Hofbeamten verhasst war, wurde am 13. Juni 1661 ein fehlgeschlagener Attentatsversuch verübt; allerdings wurde dabei sein Vater erschossen. Als Herzog Carlo II. am 14. August 1665 plötzlich starb, kam das wohl unzutreffende Gerücht auf, er sei auf Geheiß seiner Gemahlin vergiftet worden.

### Regentin
Hatte Isabella Clara schon zu Lebzeiten ihres Ehemannes zusammen mit Bulgarini großen politischen Einfluss ausgeübt, wurde sie nach dem Tod des Herzogs 1665 Regentin des Herzogtums Mantua, da ihr Sohn noch minderjährig war. Ihren Geliebten Bulgarini erhob sie zum Premierminister. Ihre Regentschaft galt als durchaus erfolgreich. Sie vermied engere Beziehungen zu Frankreich und Spanien, die sich häufig in territoriale Angelegenheiten der Markgrafschaft Montferrat einmischten, und suchte stattdessen zunächst ein Bündnis mit Kaiser Leopold I. Im November 1666 erreichte sie, dass ihr Sohn die kaiserliche Investitur als Herzog erhielt, mit der Bestätigung des Besitzes der Lehen Reggiolo und Luzzara, die sich seit 1631 in der Hand der Herzöge von Guastalla befanden.
1666 stritt Isabella Clara mit der Herzogin von Modena um den Besitz einiger Inseln des Flusses Po. Durch Vermittlung eines kaiserlichen Kommissars und des spanischen Statthalters von Mailand, Luis Guzmán Ponce de León, kam es zu einer friedlichen Beilegung dieses Konflikts. Beraten von Bulgarini, hob sie ferner durch kluge Verwaltung des Herzogtums die Lebensbedingungen des Volks und die öffentliche Ordnung.

### Absetzung; Eintritt ins Kloster; Tod
Nachdem ihr Sohn Ferdinando Carlo im August 1669 die Volljährigkeit erlangt hatte, übergab Isabella Clara ihm die Herrschaft über das Herzogtums, stand ihm aber beratend zur Seite. So behielt sie weiterhin maßgeblichen Einfluss auf die Regierungspolitik. Sie verhandelte auch im August 1670 den zur Vermählung ihres Sohns mit Anna Isabella Gonzaga, der Erbtochter von Ferrante III., Herzog von Guastalla, gehörigen Ehevertrag. Gemäß diesem Kontrakt trat Ferrante III., der keinen  lebenden männlichen Nachwuchs mehr hatte, seinem Schwiegersohn die strittigen Regionen Luzzara und Reggiolo ab. Ferner war vorgesehen, dass das Herzogtum Guastalla nach Ferrantes Tod an seine Erbtochter fallen sollte. Der Kaiser genehmigte den Ehevertrag.
Nachdem Isabella Clara im Frühjahr 1671 an der Hochzeit ihres Sohns mit Anna Isabella Gonzaga teilgenommen hatte, begab sie sich auf die Burg von Goito, in die sie sich schon früher mit Graf Bulgarini zurückgezogen hatte. Da sie verstärkt eine auf größere Unabhängigkeit vom Heiligen Römischen Reich ausgerichtete Politik betrieb, sah sich Kaiser Leopold I. zum Einschreiten veranlasst. Er nahm das offenkundige skandalöse Liebesverhältnis der Herzoginwitwe mit Bulgarini zum Vorwand, um eine päpstliche Anordnung zu ihrer Einweisung in ein Kloster zu erwirken, und schickte als seinen Sondergesandten Gottlieb Amadeus von Windisch-Graetz nach Mantua. Isabella Clara erhielt dementsprechend im Dezember 1671 den kaiserlichen Befehl, ihren ferneren Aufenthalt im Ursulinen-Kloster von Mantua zu nehmen; Bulgarini wurde in ein Dominikaner-Kloster verbannt.
Isabella Clara blieb unter dem Namen Magdalena II. bis zu ihrem Lebensende im Konvent der Ursulinen, scheint es aber mehrmals für einige Zeit verlassen zu haben. In diesem Kloster starb sie im Rufe großer Frömmigkeit im Alter von 55 Jahren in der Nacht vom 24. auf den 25. Februar 1685. Ihre öffentliche Begräbnisfeier fand am 14. Mai 1685 in der Basilika Palatina di Santa Barbara statt. Ihre sterblichen Überreste wurden in der Kirche des Ursulinenklosters bestattet.

## Nachkommen
Aus ihrer Ehe hatte Isabella Clara einen Sohn:
- Ferdinando Carlo (1652–1708), Herzog von Mantua

⚭ 1. 1670 Prinzessin Anna Elizabeth Gonzaga von Guastalla (1655–1703)
⚭ 2. 1704 Prinzessin Susanne Henriette von Lothringen-Guise (1686–1710)